# Vicious Rumors
A Vicious Rumors egy amerikai power metal együttes, mely a 80-as években és a korai 90-es években élte fénykorát, de később is sikerült egy-egy erős lemezzel fenntartani hírnevüket. A zenekart Geoff Thorpe gitáros alakította, aki 2007-ben a veterán session gitáros Martin Pugh, és a dobos Tim Kelliher társaságában szerepelt a 7th Order együttes The Lake of Memory albumán is, ami 2007-ben jelent meg.

## Pályafutás
Az együttest Geoff alakította, a korai években állandóan cserélődtek körülötte a tagok. Néhány számmal több válogatáslemezre is sikerült felkerülniük, majd ezt követően alakult ki az első stabilabb felállás: Geoff Thorpe (gitár), Vinnie Moore (gitár), Larry Howe (dob), Dave Starr (basszusgitár), Gary St.Pierre (ének).
Az első album Soldiers of the Night címmel 1986-ban jelent meg a Shrapnel records égisze alatt. A korongon nagy hangsúlyt kapott Vinnie Moore technikai tudása (egyesek szerint túlzottan is!), de ennek ellenére tartalmazott annyi erős momentumot, hogy a metalrajongók felfigyeljenek a zenekarra.
Vinnie és Gary St.Pierre ezután kilépett, majd Carl Albert énekes és Mark McGee (Overdrive, Starcastle) gitáros belépésével létrejött a legismertebb Vicious Rumors felállás.
Az 1988-as Digital Dictator lemez az amerikai stílusú power metal klasszikusává érett az évek során.
1990-ben az Atlantic Recordshoz szerződtek, ahol megjelent a Vicious Rumors album. Itt hallható az egyik legismertebb daluk a "Down to the Temple". Az 1992-es Welcome to the Ball is hozta két elődje magas színvonalát. A lemez még Bay Area Music Award jelölést is kapott a "Legjobb metal album" kategóriában, a Metallica és a Tesla társaságában.
Szintén 1992-ben Plug In and Hang On: Live in Tokyo címmel egy koncertlemezt is kiadtak. A turné során a Savatage zenekarral játszottak.
1994-ben új basszusgitáros érkezett a zenekarba Tommy Sisco személyében. Már vele készült el a Word of Mouth album. A korong tartalmazza a Thunder and Rain Pt.1 és a Thunder and Rain Pt.2 dalokat, melyeket a tragikusan elhunyt Criss Oliva emlékének ajánlottak, aki a Savatage gitárosa volt. A turné után Mark McGee kilépett, később játszott Gregg Allman mellett is.
1995-ben újabb tragédia sújtotta az együttest. Carl Albert 1995. április 22-én egy autóbaleset következtében elhunyt.
Az ő emlékének ajánlották a A tribute to Carl Albert lemezt, majd megjelent egy videókazetta is The First Ten Years címmel.
Az 1996-os Something Burning albumon Geoff vette át a mikrofont, a gitár mellett. Az 1998-as lemezre (Cyberchrist) már új énekes állt közéjük Brian O'Connor személyében, de a másodgitárosi poszton is új ember volt található Steve Smyth személyében.
A 2001-es Sadistic Symphony lemezen Geoff Thorpe és Larry Howe körül teljesen új zenekar játszott. Morgan Thorn énekelt, Ira Black gitározott és Cornbread basszusgitározott. Ezt követően a zenekar életében egy rövidebb szünet következett, egészen 2006-ig.
2005-ben egy DVD látott napvilágot VR – Crushing the World címmel, majd 2006-ra Geoff és Larry új tagokat toborzott maga mellé. Thaen Rasmussen gitározott, James Rivera (Helstar) énekelt, valamint Brad Gillis (Night Ranger) vendégként gitározott a 2006-os Warball lemezen. A ritmusszekciót Larry Howe mellett egy régi tag Dave Starr alkotta. James Rivera nemsokára távozott, helyére Brian Allen érkezett.
2009-ben a Headbanger's Open Air fesztiválon néhány első lemezes dal erejéig Gary St.Pierre is színpadra állt velük, aki az együttes első énekese volt.

## Korábbi tagok
Énekesek
- Mark Tate - (1982-1983)
- Gary St. Pierre - (1983-1986)
- Carl Albert - (1988-1995, meghalt 1995. április 22-én)
- Brian O'Connor - (1997, 2001-2005)
- Morgan Thorn - (2000-2001)
- James Rivera - (2005-2007)
- Ronnie Stixx - (2008-2009)

Gitárosok
- Geoff Thorpe- (1979-)
- Jim Cassero - (1982-1983)
- Chuck Moomey - (1983-1985)
- Vinnie Moore - (1985-1986)
- Mark McGee - (1986-1995)
- Steve Smyth - (1996-1999)
- Ira Black - (1981, 2000-2005)
- Brad Gillis - (2005)
- Thaen Rasmussen - (2005-2007)

Basszusgitárosok
- Jeff Barnacle - (1982-1985)
- Dave Starr - (1986-1993, 2005-2006)
- Tommy Sisco - (1994-1999, on tour 2005)
- Cornbread - (2001-2005)

Dobosok
- Jim Lang - (1983)
- Don Selzer - (1983-1985)
- Walt Perkins - (1982-1983)
- Atma Anur - (2000-2001)
- Dan Lawson - (2001-2002)
- Will Carroll - (2002-2005)

## Diszkográfia
- 1982 - KMEL compilation "New Oasis" ( a válogatáslemezen az "I Can Live Forever" dallal szerepeltek.)
- 1983 - US Metal vol. III ( a válogatáson az "Ultimate Death" dallal szerepeltek.)
- 1984 - US Metal vol. IV ( a válogatáson az "One Way Ticket" dallal szerepeltek.)

Lemezek:
- 1986 - Soldiers of the Night
- 1988 - Digital Dictator
- 1990 - Vicious Rumors
- 1992 - Welcome to the Ball
- 1992 - Plug In and Hang On
- 1994 - Word of Mouth
- 1994 - The Voice EP
- 1995 - A Tribute to Carl Albert
- 1996 - Something Burning
- 1998 - Cyberchrist
- 2001 - Sadistic Symphony
- 2006 - Warball
- 2011 - Razorback Killer
- 2016 - Concussion Protocol
- 2020 - Celebration Decay

Filmográfia
- 1996 - The First Ten Years (VHS)
- 2005 - VR - Crushing the World (DVD)